# Rollegem-Kapelle
Rollegem-Kapelle is een dorp in de Belgische provincie West-Vlaanderen en een deelgemeente van Ledegem. Rollegem-Kapelle ligt net ten noordoosten van Ledegem, het was een zelfstandige gemeente tot aan de gemeentelijke herindeling van 1977. Het dorp ligt ongeveer 9 kilometer ten zuiden van de stad Roeselare.

## Geschiedenis
In 1213 schonk Hendrik van Moorslede een stuk grond aan Willem van Rollegem, om er een kapel, een kerkhof, en een woning voor de kapelaan op te richten. Dit is tevens de oorsprong van de plaatsnaam. Doorheen de eeuwen werd deze kapel meermaals vergroot, tot deze in 1909 wordt afgebroken en de huidige kerk wordt gebouwd. Ondertussen was in 1790, tijdens de Franse periode, Rollegem-Kapelle een zelfstandige gemeente geworden. Het dorp werd in 1801 ook een zelfstandige parochie die zich afsplitste van die van Moorsele.
De heerlijkheid Rollegem-Kapelle was een leen van de Burggraaf van Ieper.
Vanaf de 18e eeuw werd Rollegem-Kapelle een plaats met aanzienlijke linnenindustrie, waarbij huisnijverheid een rol speelde.

## Demografische ontwikkeling
- Bronnen:NIS, Opm:1831 tot en met 1970=volkstellingen; 1976 = inwoneraantal op 31 december

## Bezienswaardigheden
- De Sint-Jan Baptistkerk.
- Het Capellegoed is een oud hoevencomplex in het dorpscentrum, vlak bij de kerk. Het heeft een vooral 19de-eeuws uitzicht, maar zijn geschiedenis gaat tot de 13de eeuw terug. In 1999 werd de hoeve beschermd als monument[1] en de omgeving als dorpsgezicht.[2]
- De Waterpachthoeve is een hoeve die voor het eerst werd vermeld in geschriften uit 1556. Het was ooit een dubbel omwalde hoeve, met een inrijpoort die uit de middeleeuwen zou dateren. De oudste gebouwen zijn uit 1672. De hoeve werd in 2001 beschermd als monument.[3] De Waterpachthoeve is het heem voor de familie Luyckx (genitief van Lucas:  Luc's Zoons ofte zoons van Lucas).

## Natuur en landschap
Rollegem-Kapelle ligt in Zandlemig Vlaanderen. De hoogte varieert van 20 tot 25 meter. In het zuiden loopt de Wulfsdambeek en in het noorden de Koolsdambeek.

## Trivia
- Bijna vijftien kilometer ten zuiden van Rollegem-Kapelle ligt het dorp Rollegem, tegenwoordig een deelgemeente van Kortrijk.
- De Vlaamse wielrenner Gaston Rebry werd op 29 januari 1905 geboren in Rollegem-Kapelle. Hij won driemaal Parijs-Roubaix en eenmaal de Ronde van Vlaanderen.

## Politiek
- Lijst van burgemeesters van Rollegem-Kapelle

## Geboren
- Gerard Bertheloot (1906-1950), atleet
- Gaston Rebry (1905-1953), wielrenner

## Nabijgelegen kernen
Moorsele, Ledegem, Beitem, Oekene, Roeselare, Sint-Eloois-Winkel